# Hans Bocksberger starší

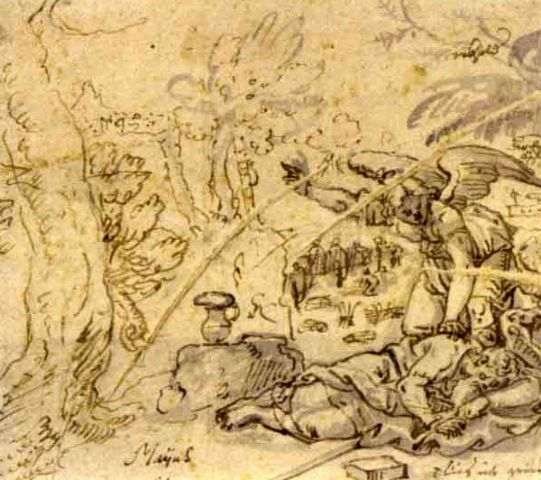
Illiasův sen - kresba křídou, inkoustem a tužkou od Hanse Bocksbergera st.

Hans Bocksberger starší (kol. 1510, Mondsee - 1561, Salcburk), zvaný též Bocksperger byl malířem doby vrcholné renesance

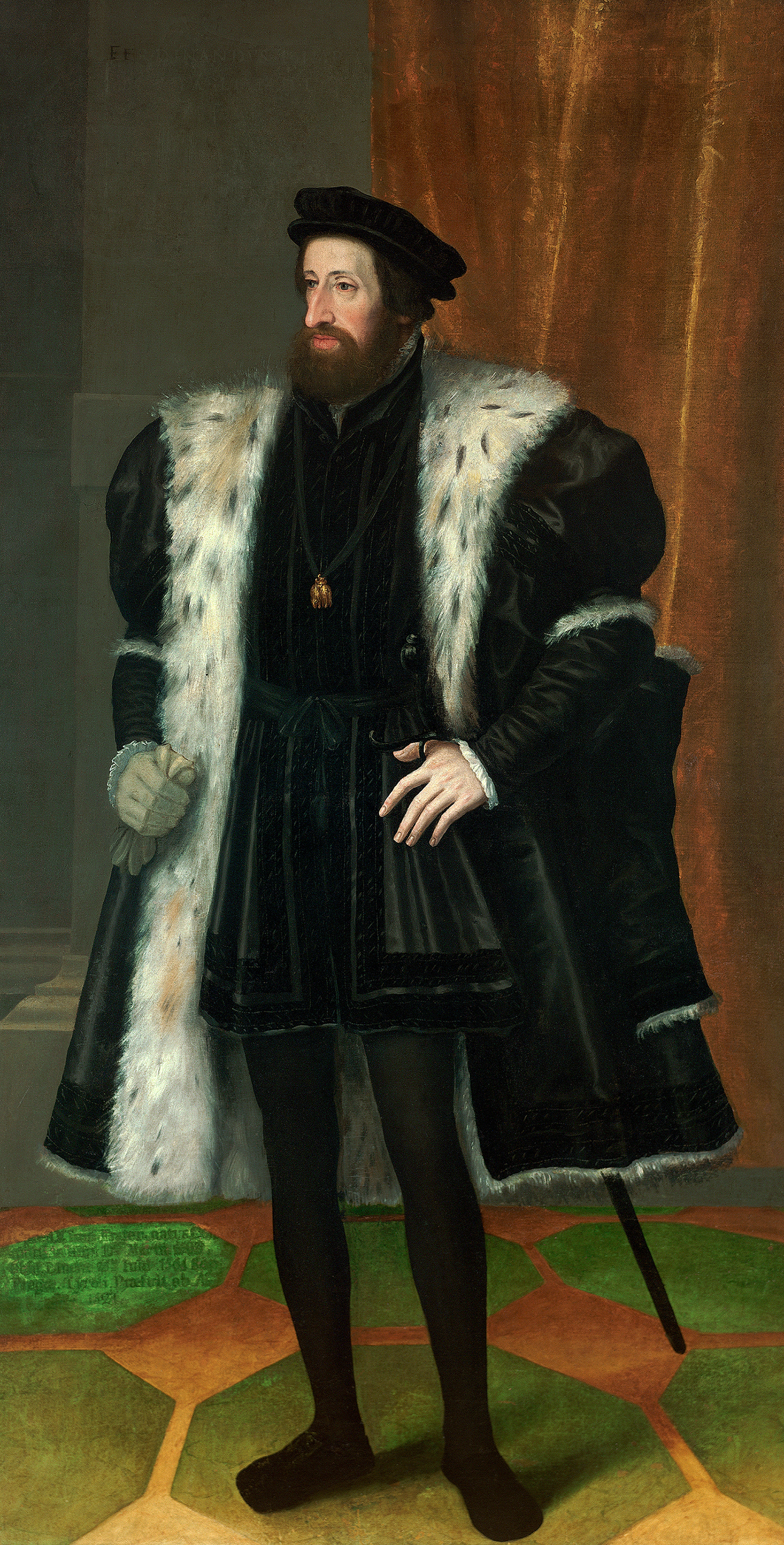
Portrét císaře Ferdinanda I. (kol. r. 1550)

## Život
Hans Bocksberger byl s největší pravděpodobností synem Ulricha Bocksbergera (zemřel před r. 1546) a jeho ženy Anny. Dílo jeho otce Ulricha je z větší části neznámé. Asi jediné s jistotu připsatelné dílo je zadní strana oltáře kostela sv. Blažeje v Abtenau, kde obraz ukazuje život onoho světce. Na autorství Ulricha Bocksbergera jasně odkazuje nápis Hoc opus pinxit Utalricus Pocksberger Lunelacensis ("toto dílo namaloval Ulrich Bocksberger z Mondsee").
O mládí a učednických letech Hanse Bocksbergera je známo málo. Snad se naučil základům malířského řemesla od otce a potom podnikl učednickou cestu do Itálie. Každopádně měl dobré znalosti tehdejších italských stylových prvků. 1542 se Bocksberger oženil s Margarethou, která zemřela roku 1579. Po Hansovi zbyla v roce 1561 dospělá dcera Anna a osm nezletilých dětí (nezletilý tehdy znamenal mladší 24 let). Byli to Hans B. ml., Heinrich, Georg, Sabine, Catharina, Elisabeth, Margarethe a Lucia (ta byla v okamžiku otcovi smrti teprve kojencem). Bocksbergerův malířský styl zahrnoval jak německé prvky, které využíval Albrecht Dürer, tak prvky italské renesance a manýrismu.
Jeho syn Hans Bocksberger mladší (1539, Salcburk - 1587, Maastricht) a synovec Melchior Bocksberger (kolem 1537 - 1585/87) se oba u Hanse B. staršího učili malířskému řemeslu.

## Dílo Hanse Bocksbergera staršího
- Nástěnné a nástropní malby v evangelické kapli zámku v Neuburgu an der Donau (zbudována 1537 -1545) je od roku 1542 vůbec nejstarší sakrální prostorou zasvěcenou evangelickému ritu. V roce 1543 jí Bocksberger, sám přesvědčený protestant, vymaloval. V letech po roce 1600 byly malby překryty a teprve mezi lety 1933-1950 znovu odhaleny. Ukazují ty scény ze Starého zákona, které úzce souvisí s Reformací a začínají obrazem svedení Evy a prvotního hříchu. Následuje 10 ran egyptských, Mojžíš s deskami Starého zákona a centrální kompozice Krista na kříži, Poslední večeře a křest. Strop kaple je pokryt malbou Nanebevstoupení Páně. Kaple byla možná inspirací pro výzdobu kaple sv. Barbory na severočeském hradu Grabštejn.
- Malby v několika sálech městské rezidence v Landshutu (kol. 1542/1543) (Italský sál, Apollonův pokoj, Chodba u kaple). Mezi loveckými výjevy si lze všimnout druhého nejstaršího pohledu na město Salcburk.

Bývávají mu připisována i následující díla:
- výmalba v Castello del Buonconsiglio v Trentu s dalším starým pohledem na Salzburg
- výmalba rytířského sálu zámku Goldegg (1536) spoluautor
- malířské práce na Hradčanech v Praze (1548)
- spolupráce na malbách oltářních obrazů Chrámu sv. Víta v Praze
- výmalba zámku Freisaal (1558), která zobrazuje mj. slavnostní vjezd knížete-arcibiskupa Michaela z Kuenburgu do Salcburku v r. 1554.
- groteskní výjevy na okenicích ve "Vysokém podlaží" (Hohen Stock) pevnosti Hohensalzburgu.
- dále je zřejmě autorem olejomalby - portrétu Ferdinanda I., dnes v salcburském muzeu a taktéž grafiky "Boj zvířat" (Tierkampf) ve vídeňské grafické sbírce Albertina.